# أوري أوكوله
أوكوله (أوري أوكوله موانجي) ناشطة  كينية ومحامية ومدونة، مديرة الإستثمارات في شبكة أوميدار. كانت مديرة السياسات في أفريقيا لدى جوجل سابقا. 
شاركت في تأسيس موقع الوكالة البرلمانية مزاليندو (باللغة السواحلية: “باتريوت") وذلك عام 2006. وسعى الموقع إلى زيادة مساءلة الحكومة عن طريق التسجيل المنتظم للفواتير، والخطب، والنواب، والأوامر الدائمة، وما إلى ذلك
ساعدت أوكوله في إنشاء موقع أطلق عليه باللغة السواحلية أوشاهيدي «شاهد» وذلك عندما عانت كينيا من العنف بعد انتخابات رئاسية متنازع عليها في عام 2007، «شاهد» هو موقع جمع وسجل تقارير شهود العيان عن العنف باستخدام الرسائل النصية وخرائط جوجل. ومنذ ذلك الحين تم تكييف التكنولوجيا لأغراض أخرى (بما في ذلك مراقبة الانتخابات وتتبع توافر الأدوية) واستخدامها في عدد من البلدان الأخرى. 
كوله لديها مدونة شخصية، كينية بونديت، وكانت متطوعة فيالأصوات العالمية.
عملت كمستشار قانوني للمنظمات غير الحكومية، وعملت في كوفينجتون وبرلينج، واللجنة الوطنية الكينية لحقوق الإنسان، ومجموعة الإعلام القومية[./Ory_Okolloh#cite_note-business-8 [8]] .
تم تعيين أوكوله في مجلس إدارة شركة تومسون رويترز للمؤسسين المساهمين وهي الهيئة التي تقوم بدور الوصي على مبادئ تومسون رويترز الاستثمارية في مايو 2015.
ولدت أوكوله في أسرة فقيرة نسبيا. وقد قالت إن والديها أرسلوها إلى مدرسة ابتدائية بالكاد تحملها، والتي «وضعت الأساس في مسيرتي». حصلت على شهادة البكالوريوس في العلوم السياسية من جامعة بيتسبرغ وتخرجت من كلية هارفارد للحقوق في عام 2005. توفي والدها بسبب الإيدز عام 1999. تعيش أوكولو في نيروبي، كينيا، مع زوجها وثلاثة أطفال.